# 清水康志
 清水 康志 （しみず こうし、1994年1月14日 - ）は、IBC岩手放送報道部の記者で、同局の元アナウンサー。

## 来歴・人物
大阪府大阪市生まれで、兵庫県伊丹市出身。甲南大学卒業後、2016年4月にIBC岩手放送へアナウンサーとして入社。同期入社は長谷川拳杜と川島有貴（いずれもアナウンサー）。
甲南大学の先輩には毎日放送アナウンサーの大吉洋平がおり、中京テレビアナウンサーの上山元気とは、大阪のアナウンススクールセイアカデミー時代の同期であり、大学時代からの友人にあたる。
2023年4月より、報道部の記者専任となる。

## アナウンサー時代の出演番組

### テレビ
- じゃじゃじゃTV
- 岩手日報IBCニュース
- ニュースエコー - 月曜スポーツコーナーキャスター。報道部への異動後も中継等で不定期出演。

### ラジオ
- イチロクSTUDIO（2016年10月 - 2017年3月、同期入社の長谷川拳杜、川島有貴と交代で担当）
- アンダーエイジの気分は爽快シャキッとラジオDX
- IBCラジオ実況中継 岩手競馬クロス(X)
- ゲツキンライブ1745